# エル・シー・エーホールディングス
株式会社エル・シー・エーホールディングス（LCA Holdings Corporation）は、かつて企業経営全般にわたるコンサルティングを手掛けていた日本の企業。

## 概要
1964年7月に株式会社小林生産技術研究所として設立。以降は企業経営全般にわたるコンサルティングを手掛け、企業経営全般にわたるコンサルティング事業は2009年5月に新設分割で設立されたインタープライズ・コンサルティングへ移管された。
かつては多くの関連会社を持っていたが、株式の譲渡を行った結果、事業停止前にはインタープライズ・コンサルティングとInterfaceの2社にまで減少していた。

### 上場廃止に至った経緯
2007年12月に第三者割当増資による資金調達が失敗したのが引き金となり、以降の業績が悪化していった。以降も第三者割当増資を繰り返していき、2008年5月には、再建策として設立以来の主力事業であった飲食店向けコンサルティング事業をMS&Consultingへ新設分割で譲渡した他、2009年5月には、企業経営全般にわたるコンサルティング事業を新設分割で設立されたインタープライズ・コンサルティングへ移管した。
2009年5月期において、オナーズヒル軽井沢を割当先とした土地及び建物等を現物出資財産とする第三者割当増資を実施した際、土地や建物の評価額を過大に計上して有価証券報告書等の虚偽記載を行っていたことが明らかとなった。さらに、2011年5月期から2013年5月期においても有価証券報告書等の虚偽記載を行っていた事が明らかとなった。エル・シー・エーホールディングスは2008年5月期から2011年3月期まで債務超過であったことが明らかとなったと同時に、2009年5月期において東京証券取引所における上場廃止基準に抵触していた事も明らかになった。2008年5月期以降は創業者一族の保有株式が減少し、以降は社名変更を繰り返したり、有価証券報告書等の虚偽記載が行われるなどハコ企業化していった。
エル・シー・エーホールディングスは2013年12月27日に、訂正処理を行った2009年5月期から2013年8月第1四半期までの有価証券報告書並びに四半期報告書を提出したが、東京証券取引所は2014年2月8日に内部管理体制などが改善されないとして、エル・シー・エーホールディングス株式を特設注意市場銘柄に指定した。エル・シー・エーホールディングス自体もインタープライズ・コンサルティングにおける退職者の続出や、有価証券報告書等の訂正業務、税金滞納による東京都などによる差押えで業績や財務状況が悪化。
東京証券取引所は2015年5月13日に、内部管理体制等に問題があると認める場合に該当したため、特設注意市場銘柄の指定継続を決定。エル・シー・エーホールディングスは同年8月10日に2回目となる内部管理体制確認書を提出したが、東京証券取引所は同年10月30日に、内部管理体制が改善される見込みがなく、債権管理が不十分であることから、上場廃止の決定を下し、エル・シー・エーホールディングス株式は同年12月1日に上場廃止となった。特設注意市場銘柄で、かつ内部管理体制確認書を提出した上場企業の上場廃止は、2013年8月9日の有価証券上場規程改正後（改善期間が3年から1年へ変更など）では初となった。
上場廃止によってエル・シー・エーホールディングスは事業継続が困難となり、事業停止状態に陥った。エル・シー・エーホールディングスは2016年9月28日に100%減資を実施したと同時に、北島晃治に対して第三者割当増資を実施した。

## 沿革
- 1964年7月 - 京都市南区にて株式会社小林生産技術研究所として設立。
- 1973年
  - 1月 - 株式会社日本生産技術研究所へ商号変更。
  - 3月 - 株式会社日本エル・シー・エーへ商号変更。
- 1986年3月 - 株式会社ベンチャー・リンク（後の株式会社C&I Holdings）を設立。
- 2000年10月 - 大阪証券取引所ナスダック・ジャパン上場。
- 2001年7月 - 株式会社リンク・ワンを設立。
- 2002年4月 - 東京証券取引所2部上場。
- 2008年5月 - 会社分割で設立された株式会社MS&Consultingを株式会社ホッコクに売却[12]。
- 2008年11月 - 本社を東京都台東区へ移転。
- 2009年
  - 5月 - グループ再編を行い、株式会社日本エル・シー・エー（2代）と株式会社COSMOを設立。株式会社日本エル・シー・エー（初代）はARuCo Union株式会社へ商号変更。
  - 9月 - 株式会社エル・シー・エーホールディングスへ商号変更。
- 2010年8月 - 本社を東京都中央区へ移転。
- 2011年
  - 8月 - 株式会社日本エル・シー・エー（2代）の商号を株式会社インタープライズ・コンサルティングへ変更。
  - 11月 - 株式会社Interfaceを設立。
- 2012年1月 - 株式会社L'ALBAホールディングスへ商号変更。
- 2013年8月 - 株式会社エル・シー・エーホールディングスへ再度商号変更。本社を東京都港区へ移転。
- 2014年2月8日 - 東京証券取引所から特設注意市場銘柄の指定を受ける。
- 2015年
  - 5月8日 - 東京証券取引所から特設注意市場銘柄の継続決定を受ける。
  - 12月1日 - 東京証券取引所2部上場廃止。
- 2016年9月28日 - 100%減資を実施。

## 子会社
- インタープライズ・コンサルティング
- Interface

## かつての関連会社
- ベンチャー・リンク（後の株式会社C&I Holdings）
- LCA-I
- リンク・ワン
- 地球環境開発
- COSMO

ほか

## 社員が独立して設立した企業
- クインランド - 2007年10月25日に大阪地方裁判所から破産手続開始決定。
- ハイアス・アンド・カンパニー - 2020年11月に東京証券取引所からエル・シー・エーホールディングスと同様に特設注意市場銘柄の指定を受けたため、2021年6月にくふうカンパニー傘下となり、日本エル・シー・エー出身者は全員役員を退任。2024年8月にくふう住まいコンサルティングに商号変更。
- MS&Consulting - 東京証券取引所スタンダード市場上場。

ほか